# Castlevania: Lords of Shadow - Mirror of Fate
Castlevania: Lords of Shadow - Mirror of Fate est un jeu vidéo d'action-aventure développé par MercurySteam et édité par Konami en mars 2013 sur Nintendo 3DS.
En octobre 2013, le jeu est disponible en téléchargement sur les plates-formes Xbox Live et Playstation Network.
Il s'agit d'un épisode qui fait le lien entre Castlevania: Lords of Shadow et Castlevania: Lords of Shadow 2.

## Personnages
Le joueur pourra prendre le contrôle de quatre personnages à tour de rôle, issus des précédents Castlevania, chacun disposant d'une jouabilité propre. À noter que, même s'ils disposent de noms déjà connus, les personnages n'ont rien à voir avec leurs anciennes versions, la série des Lords of Shadow étant un reboot de la franchise Castlevania.
- Trevor Belmont : fils de Gabriel Belmont (héros du premier Lords of Shadow), Trevor part à l'assaut du château de Dracula 25 ans après les aventures de son père, avec pour but de venger la mort de sa mère. Cependant, poursuivi par le destin maudit de sa famille, il sera vaincu par Dracula. Trevor était le protagoniste principal de Castlevania III: Dracula's Curse et un personnage secondaire dans Castlevania: Curse of Darkness.
- Simon Belmont : petit-fils de Gabriel, il a été recueilli par une tribu d'indigènes après la mort de ses parents (Trévor étant son père). Il est devenu un barbare, d'où son goût prononcé pour la violence. Il a été annoncé comme ayant un style de combat plus brutal que Trevor. Simon était le protagoniste principal du premier Castlevania, puis de Castlevania II: Simon's Quest et Super Castlevania IV, ce dernier jeu étant un remake du tout premier.
- Alucard : demi-vampire, fils de Dracula et d'une mortelle dans la version initiale de l'histoire de Castlevenia. Dans Mirror of fate il est en fait Trevor, changé en vampire par Dracula après que ce dernier ait appris la véritable identité de celui qu'il venait de blesser mortellement. Alucard était le protagoniste principal de Castlevania: Symphony of the Night, il est également apparu dans Castlevania III: Dracula's Curse, Castlevania: Aria of Sorrow et Castlevania: Dawn of Sorrow.
- Gabriel Belmont: Héros du premier Lords of Shadow et jouable pendant un court prologue. Ces événements se passent juste avant Lords of Shadow premier du nom. Gabriel Belmont est devenu Dracula à la fin du premier Lords of Shadow. Son propre fils, Trevor, lui fera face plus tard dans l'histoire.

## Système de jeu
Contrairement au premier Lords of Shadow, qui proposait une jouabilité en 3D intégrale, Mirror of Fate propose une jouabilité en 2D, avec des décors et personnages modélisés en 3D. Le jeu se déroulera dans le château de Dracula, à des époques différentes selon le protagoniste incarné. Les interactions avec le décor entreprises dans le passé auront une incidence auprès des personnages évoluant dans une époque future. Le jeu alternera les phases de combat et les phases de plates-formes.

## Accueil
- Canard PC : 6/10[1]